# Ijara District
Ijara District war ein Distrikt in der kenianischen Provinz North-Eastern. Die Hauptstadt war Ijara. Bis zum Jahr 2000 gehörte der Bezirk zum Garissa District. Im Rahmen der Verfassung von 2010 wurden die kenianischen Distrikte aufgelöst. Das Gebiet gehört heute zum Garissa County.
Die Menschen im Ijara District lebten hauptsächlich von Viehzucht und Landwirtschaft, die Arbeitslosenquote betrug 2005 10 %. 

## Gliederung
Der Ijara District gliederte sich in vier Divisionen und bildete einen Wahlbezirk.
| Divisionen |           |                                    |               |            |
| Division   | Einwohner | Bevölkerungsdichte (Einwohner/km²) | Fläche in km² | Hauptstadt |
| Hulugho    | 23.277    | 5                                  | 05.134        |            |
| Ijara      | 19.259    | 8                                  | 02.348        | Ijara      |
| Masalani   | 14.926    | 10                                 | 01.380        | Masalani   |
| Sangailu   | 12.534    | 5                                  | 02.470        |            |
| Gesamt     | 69.996    | -                                  | 11.332        | -          |

## Bildung und Gesundheitswesen
Im Ijara District gab es 2005 20 Primary Schools und eine Secondary School. Die Einschulungsrate in der Primary School lag bei elf Prozent. Nur ein Prozent der Kinder im Iljara District besuchte die Secondary School. 2007 gab es bereits 33 Primary und zwei Secondary Schools. Es wurden mehr als doppelt so viele Kinder wie im Jahr 2002 eingeschult.
Der Ijara District verfügte über ein Krankenhaus, zwei Gesundheitszentren und fünf Apotheken. Auf einen Arzt kamen knapp 70.000 Menschen. Die häufigsten Erkrankungen waren Malaria, Atemwegserkrankungen und Tuberkulose. Die Kindersterblichkeit war hoch, im Jahr 2001 starben 9,2 % der Kinder vor ihrem 5. Geburtstag.

## Boni National Reserve
1976 wurde ein Teil des Boni-Waldes im Ijara District als Schutzgebiet ausgewiesen. Das 1.139 km² große Gelände dient als Schutzgebiet für Elefanten, Giraffen, Büffel, Leierantilopen, Giraffengazellen, Sansibar-Ducker und Harvey-Ducker. Das Schutzgebiet wird vom Kenya Wildlife Service betreut und verwaltet. Die International Union for Conservation of Nature and Natural Resources stuft das Schutzgebiet in die Kategorie VI (Ressourcenschutzgebiet mit Management) ein.